# Anaxyrus kelloggi
Il piccolo rospo messicano (Bufo kelloggi o Anaxyrus kelloggi) è una Specie di rospo della famiglia Bufonidae endemico del Messico.
Il suo habitat naturale sono le foreste subtropicali o tropicali, le macchie subtropicali o tropicali, i fiumi, le riserve di acqua, terre irrigate, campi coltivati stagionalmente allagati, canali e fossati.